# Peisistratos (Sohn des Nestor)
Peisistratos (altgriechisch Πεισίστρατος Peisístratos) ist eine Person der griechischen Mythologie.
Peisistratos ist ein Sohn des Nestor, bei Homer wird als seine Mutter Eurydike angegeben, in der Bibliotheke des Apollodor hingegen Anaxibia. Seine Geschwister sind Peisidike, Polykaste, Perseus, Stratichos, Aretos, Echephron, Antilochos und Thrasymedes.
Er ist der jüngste Sohn des Nestor, der als letzter unverheiratet im väterlichen Haus lebt, als stärkster der Söhne ist er derjenige, der bei einem Kuhopfer zu Ehren des Gottes Poseidon das Tier mit der Axt erschlägt. Als Freund des Telemachos begleitet er diesen bei seiner Reise von Pylos nach Sparta.
Nach Herodot wurde der athenische Tyrann Peisistratos nach ihm benannt.